# Chris Rehn
Bror Christian (Chris) Rehn, född 29 juni 1978, är en svensk låtskrivare, musik- och videoproducent samt medlem i bandet Takida.  

## Biografi
Chris Rehn har producerat musik, och musikvideor för bland andra Takida, Stiftelsen och Ulf Nilsson. För Stiftelsen har han producerat albumen Ljungaverk och Dopet. Han producerade Ulf Nilssons debutalbum Little by Little. Rehn är ägare av produktionsbolaget Boxroom studio som producerar både reklam och musik. 
Rehn spelar keyboard och cello i Takida. I Evolution spelade han gitarr, bas och keyboard. Tidigare startade han bandet Angtoria tillsammans med sin bror Tommy Rehn. Bröderna skrev och spelade in all musik på albumet tillsammans med sångerskan Sarah Jezebel Deva som var bakgrundssångerska till bandet Cradle of Filth. Han var även gitarrist och till en början sångare i Abyssos.

### Familj
Rehn kommer från en musikersläkt. Hans far Jan-Eric Rehn spelade på 1960-talet i The Panthers. Brodern Tommy Rehn är även han musiker och är far till artisten Yohio.

## Utmärkelser
- Takida Swallow 2012, Platina
- Ulf Nilsson Little by Little 2013, Producent, Platina[2]

## Diskografi
- Dreamstate, Evolution 2012 - producent
- Stiftelsen, Ljungaverk 2012 - producent
- Ulf Nilsson, Little by Little 2013 - producent
- Stiftelsen, Dopet 2013 - producent